# Antonio Franco
Antonio Franco (Benevento, 1937. március 24. –) olasz katolikus püspök, szentszéki diplomata.

## Pályafutása
1960. július 1-jén szentelték pappá.
1993-tól 1997-ig kárpátaljai apostoli adminisztrátorként is szolgált, mely tisztségben Majnek Antal követte.